# جوناثان لوبيز (لاعب كرة قدم غواتيمالي)
جوناثان لوبيز (بالإسبانية: Jonathan López)‏ (10 مايو 1988 بغواتيمالا - ) هو لاعب كرة قدم غواتيمالي في مركز الوسط. شارك مع منتخب غواتيمالا لكرة القدم. أما مع النوادي، فقد لعب مع ميونيسيبال وDeportivo Marquense ‏.

## وصلات خارجية
- جوناثان لوبيز على موقع قاعدة بيانات كرة القدم.إي يو (الإنجليزية)
- جوناثان لوبيز على موقع ناشيونال فوتبول تيمز (الإنجليزية)
- جوناثان لوبيز على موقع Soccerway.com (الإنجليزية)